# Armin

## Prénom
Armin est un prénom masculin pouvant être d'origine ou germanique, ou hongroise ou perse, selon les sources.
Dans le cas du prénom allemand, il s'agit d'une forme moderne du nom d'origine germanique Arminius, qui serait une version latinisée du nom du dieu Irmin.
En farsi, le prénom (persan : آرمین) apparait dans le Shahnameh, le Livre des rois de Ferdowsi, Armin étant un fils du roi légendaire Kai Kobad.
- Pour les articles sur les personnes portant ce prénom, consulter la liste générée automatiquement.

### Armin célèbres
Comédiens
- Armin Meier (acteur)
- Armin Mueller-Stahl
- Armin Shimerman

Musiciens
- Armin Jordan
- Armin van Buuren

Sportifs
- Armin Meier (cyclisme)
- Armin Schwarz
- Armin von Büren
- Armin Zöggeler

Explorateur
- Ármin Vámbéry

Autres
- Armin Abeles, rabbin viennois.
- Armin Mohler, écrivain, universitaire, journaliste, suisse, proche du GRECE et du courant de la Neue Rechte allemande.
- Armin S., investisseur allemand.
- Armin Arlelt, un des personnages principaux du manga L'Attaque des Titans.
- Armin Capaul (1951-), agriculteur de montagne suisse, auteur d'une l'initiative populaire fédérale contre l'écornage des vaches.
- Armin Laschet, candidat CDU aux élections législatives allemandes du 26 septembre 2021.

## Patronyme
Armin est un nom de famille  notamment porté par :

patronyme composé
- Sixt von Armin  ;

personnalité
- Robert Armin (~1563-1615), acteur anglais, membre de la troupe du lord chambellan, dont faisait aussi partie Shakespeare.

## Autre
- Armin, nom de l'Arménie perse à l'époque sassanide (en moyen-persan, écriture pehlevi : 𐭠𐭫𐭬𐭭𐭩)